# Мирза, Саня
Саня Мирза (англ. Sania Mirza, урду ثانیہ مرزا‎; род. 15 ноября 1986, Бомбей) — индийская теннисистка, бывшая первая ракетка мира в парном рейтинге. Победительница шести турниров Большого шлема (три — в женском парном разряде и три — в миксте); финалистка пяти турниров Большого шлема (один в парном разряде и четыре в миксте); двукратная победительница Итогового турнира WTA (2014, 2015) в парном разряде; победительница 44 турниров WTA (один — в одиночном разряде); бывшая первая ракетка мира в юниорском парном рейтинге и бывшая десятая — в юниорском одиночном рейтинге; победительница одного юниорского турнира Большого шлема в парном разряде (Уимблдон-2003).

## Общая информация
Мирза родилась в семье индийцев-мусульман: её отец — Имран — долгое время был её основным тренером.
В январе 2010 года познакомилась с Шоаибом Маликом, капитаном сборной Пакистана по крикету. Расторгнув помолвку с индийцем Сохрабом Мирзой, 15 апреля того же года вышла замуж за Малика. 30 октября 2018 года у супругов родился сын — Изхаан Мирза Малик.

## Спортивная карьера

### Первые годы
Играет в теннис с шести лет. Первый турнир Международной федерации тенниса (ITF) сыграла в 2001 году, а уже на следующий год выиграла три турнира ITF в одиночном и один в парном разряде. Этот результат повторила и в 2003 году; в этом же году выиграла Уимблдонский турнир в парном разряде среди девушек (с Алисой Клейбановой). Этот год стал для Мирзы первым в ранге профессионала: она впервые сыграла в основной сетке турнира WTA в Хайдарабаде. В 2004 году этот же турнир стал первым выигранным в её карьере в парном разряде (с Лизель Хубер). Кроме того, она победила в шести турнирах ITF в одиночном разряде и в двух в парном, и в результате была удостоена индийской спортивной премии «Арджуна» за достижения в теннисе в размере 500 тысяч рупий, став второй теннисисткой в Индии, получившей эту премию (в основном лауреатами становились теннисисты-мужчины), и единственной, кто получил её после 2000 года.
В следующем году, также в Хайдерабаде, завоевала первый титул WTA в одиночном разряде. После победы в Хайдерабаде впервые вошла в первую сотню мирового рейтинга, а в августе того же года, после побед над двумя теннисистками из первой десятки (над Светланой Кузнецовой в феврале и Надеждой Петровой в августе), и в топ-50. В конце года она показала свой лучший результат по сей день в турнирах Большого шлема в одиночном разряде, выйдя в 1/8 финала на Открытом чемпионате США. Мирза таким образом за один год стала первой индианкой, победившей на турнире WTA, первой индианкой в топ-50 и первой индианкой, дошедшей до четвёртого круга турнира Большого шлема. По итогам сезона 2005 года она была удостоена награды WTA «Лучшему новичку».

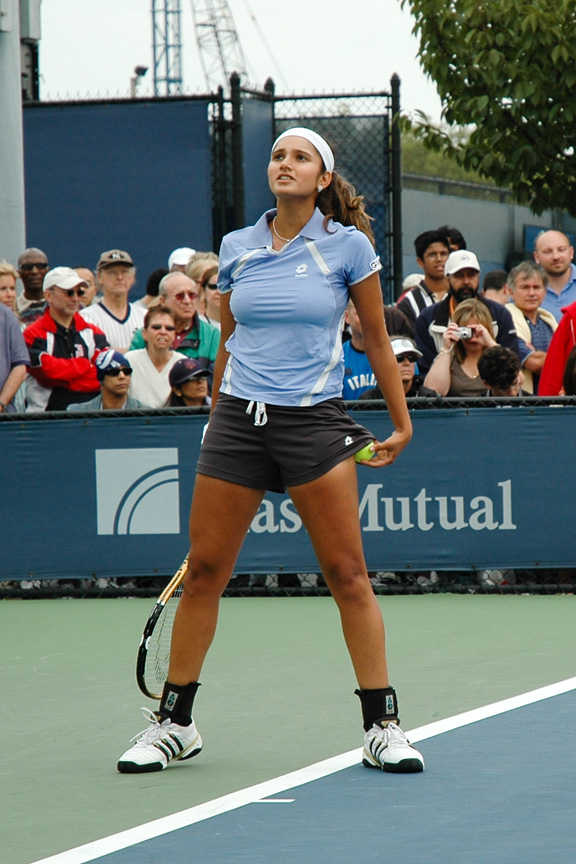
Саня на US Open. 2006 год.

В 2006 году на Азиатских играх в Дохе Мирза завоевала «серебро» в одиночном разряде (проиграла в финале Чжэн Цзе) и «золото» в смешанном парном разряде вместе с Махешем Бхупати. В этом году она первенствовала на двух турнирах WTA в парном разряде и одержала свою третью победу над теннисисткой из первой десятки, на сей раз над Мартиной Хингис на Открытом чемпионате Ташкента. В 2006 году Мирза была награждена четвёртым по значимости государственным орденом Индии — Падма Шри
Часть сезона 2007 года Мирза пропустила из-за травмы колена и последующей операции. Её возвращение было убедительным: с мая она выиграла четыре турнира в парах, дошла до финала турнира второй категории в Станфорде, где уступила Анне Чакветадзе и поднялась с 70-го места в рейтинге до рекордного для себя 31-го (и до 18-го в рейтинге парных игроков). Однако конец сезона опять прошёл для неё под знаком травм, что не позволило ей развить успех.

### 2008—2012
В начале 2008 года она впервые выходит в финал турнира Большого шлема: в паре с Бхупати они уступают в финале Открытого чемпионата Австралии интернациональной паре Сунь—Зимонич. Однако и в этом сезоне её преследуют травмы: с апреля по август она проводит чуть больше десятка матчей в одиночном разряде и столько же в парах, а остаток сезона не выступает совсем. Её последним турниром в сезоне становится Олимпиада в Пекине, где она в одиночном разряде в первом же круге уступила чешке Ивете Бенешовой, а индийская пара Мирза—Рао проиграла посеянным первыми Кузнецовой и Сафиной.
Начало 2009 года ознаменовано очередным возвращением Мирзы в центр внимания. С Бхупати они побеждают в миксте на Открытом чемпионате Австралии (тем самым она становится первой индианкой, выигравшей турнир Большого шлема), затем она доходит до финала турнира в Паттайе и выигрывает турнир в Понте-Ведра-Бич в парах. В июле она выигрывает очередной турнир ITF. С начала сезона ей удалось подняться со 126-й позиции в рейтинге до 74-й. После выхода в полуфинал турнира WTA в Осаке она закончила сезон на 54-м месте в рейтинге среди игроков в одиночном разряде, а в парах закрепилась в числе пятидесяти сильнейших.
В марте 2010 года Мирза снялась с премьер-турниров в Индиан-Уэллз и Майами из-за травмы правой кисти. Она пропустила весь апрель и май, включая Открытый чемпионат Франции, и вернулась только в июне, к Уимблдонскому турниру, где дошла до второго круга в паре с Каролиной Возняцки. Травма вместе со свадьбой и неудачными выступлениями в начале года вывела её из списка сильнейших как в одиночном, так и в парном разряде. Сезон 2011 года она начала на 141 месте в одиночном рейтинге и сумела подняться до середины первой сотни после выхода в четвертьфинал в Чарлстоне. В парах, выступая с россиянкой Еленой Весниной, она выиграла за первые полгода три турнира, включая супертурнир в Индиан-Уэлс. Кроме того, они дошли до финала Открытого чемпионата Франции после победы над первой парой турнира Дулко—Пеннетта, а на Уимблдонском турнире вышли в полуфинал. Эти успехи позволили Мирзе к осени впервые за карьеру войти в десятку сильнейших теннисисток мира в парном разряде.
В январе 2012 года, после выхода в полуфинал Открытого чемпионата Австралии в паре с Еленой Весниной, Мирза поднялась до седьмого места в рейтинге теннисисток в парном разряде — высшего с начала карьеры. В дальнейшем она поддерживала достаточно высокий уровень, хотя выигранных турниров в сезоне оказалось только два и ещё три финала, в том числе два в турнирах высшей категории WTA Premier Mandatory. Эти результаты были достигнуты с четырьмя разными партнёршами, так что в итоговый турнир WTA индийская теннисистка не попала, но закончила сезон на 12-м месте, всего на одно место ниже — чем год назад. Ещё одним достижением сезона стал второй титул в турнирах Большого шлема в миксте: в паре с Махешем Бхупати она была посеяна под седьмым номером в Открытом чемпионате Франции, но в четвертьфинале обыграла вторую пару турнира (Квета Пешке—Майк Брайан), а затем две несеяных пары.

### 2013—2014
2013 год Мирза играла только в парном разряде. Начала она его в паре с американкой Бетани Маттек-Сандс, с которой за первые месяцы сезона трижды выходила в финалы премьер-турниров WTA, одержав две победы — в Брисбене и Дубае. При этом на Открытом чемпионате Австралии они проиграли уже на старте намного менее именитым соперницам. После начала грунтового сезона успехи Мирзы и Маттек-Сандс пошли на спад, и после поражения в третьем круге Открытого чемпионата Франции пара распалась. Летом Мирза, выступая с китаянкой Чжэн Цзе, выиграла в Нью-Хейвене третий за сезон премьер-турнир, а на Открытом чемпионате США впервые пробилась в полуфинал, по пути обыграв шестую и четвёртую посеянные пары. В итоге они уступили таким же неожиданно успешным середнякам — Эшли Барти и Кейси Деллакква. В первой половине осени Мирза добавила к своим титулам в премьер-турнирах ещё два (в паре с многоопытной Карой Блэк). Хотя она не участвовала в итоговом турнире года, на протяжении сезона добиваясь успеха с разными партнёршами, она впервые закончила год в первой десятке парного рейтинга WTA. В конце года Мирза объявила, что собирается продолжать партнёрство с Блэк и в следующем сезоне.
Открытый чемпионат Австралии 2014 года Блэк и Мирза завершили в четвертьфинале, проиграв будущим победительницам турнира, первой паре мира Роберта Винчи-Сара Эррани. В миксте Мирза выступила ещё более удачно: в паре с румыном Хорией Текэу она вышла в финал. За весну 2014 года они с Блэк трижды играли в финалах турниров WTA, проиграв в финалах премьер-турниров в Индиан-Уэлс (после побед над второй и восьмой посеянными парами) и Штутгарте, а затем выиграв в Оэйраше Открытый чемпионат Португалии. Весенний грунтовый сезон они завершили выходом в четвертьфинал Открытого чемпионата Франции, где их остановили возглавлявшие на тот момент мировой парный рейтинг Се Шувэй и Пэн Шуай. В августе Кара и Саня дошли до финала Открытого чемпионата Канады, где снова проиграли Винчи и Эррани, а на Открытом чемпионате США пробились в полуфинал, где уступили Мартине Хингис и Флавии Пеннетте. В смешанном парном разряде Мирза была посеяна под первым номером в паре с бразильцем Бруно Соаресом; они подтвердили справедливость этой позиции, завоевав второй в карьере индийской теннисистки титул в миксте на турнирах Большого шлема. Осенью Блэк и Мирза ещё дважды играли в финалах премьер-турниров WTA, победив в Токио и проиграв в Пекине. Эти результаты обеспечили им участие в итоговом турнире года. Там они сумели спасти полуфинальный матч против Катарины Среботник и Кветы Пешке, проигрывая в супертай-брейке 9-6, а в финале разгромили прошлогодних чемпионок Се Шувэй и Пэн Шуай со счётом 6-1, 6-0. Этот матч был последним совместным как для Мирзы и Блэк (которая объявила о намерении закончить карьеру и посвятить себя воспитанию двухлетнего сына), так и для их соперниц.

### 2015—2016. Первая ракетка мира
Следующей партнёршей Мирзы по корту должна была стать именно Се Шувэй, однако после недолгого периода совместных выступлений индийская теннисистка перешла в пару с уверенно вернувшейся в парный теннис Мартиной Хингис. Вместе они выиграли три премьер-турнира подряд, в том числе два высшей категории Premier Mandatory (в Индиан-Уэлс и Майами), и в середине апреля 2015 года Мирза впервые возглавила парный рейтинг WTA, став первой индианкой вне зависимости от разряда, которой это удалось. В начале июля Мирза с партнёршей выиграли и первый совместный турнир Большого шлема — на Уимблдоне, где в затяжном финале одолели альянс Екатерина Макарова-Елена Веснина. За Уимблдоном последовала победа на Открытом чемпионате США (в финале в двух сетах была обыграна четвёртая пара турнира Ярослава Шведова-Кейси Деллакква), а осенью Мирза и Хингис выиграли три подряд турнира в Китае, включая вторую победу на пекинском супертурнире в карьере Мирзы (первая была одержана в 2013 году с Блэк). Сезон они завершили в ранге первой пары мира, не отдав соперницам в итоговом турнире сезона ни одного сета. Всего за год Мирза выиграла десять турниров (девять в паре с Хингис, с которой одержала 55 побед при всего семи поражениях) и заработала более полутора миллионов долларов призовых. В августе 2015 года она стала лауреатом высшей индийской спортивной премии — Раджив Ганди Кхел Ратна, а в январе следующего года была удостоена очередного ордена, на этот раз Падма Бхушан.
2016 год Мирза и Хингис начали так же, как окончили предыдущий, выиграв турниры в Брисбене и Сиднее, а затем на Открытом чемпионате Австралии 2016 года завоевали свой третий подряд совместный титул в турнирах Большого шлема. Таким образом, им оставалось выиграть только Открытый чемпионат Франции, чтобы стать обладательницами неклассического Большого шлема в женских парах. Однако, победив на Открытом чемпионате Италии незадолго до парижского турнира, индо-швейцарская пара, известная болельщикам как «Сантина» (от имён Саня и Мартина), на самом «Ролан Гаррос» выбыла из борьбы уже в третьем круге. Некоторым утешением для Мирзы был выход в финал в смешанных парах с Иваном Додигом, с которым они уже побывали в полуфинале Открытого чемпионата Австралии. В Париже, однако, им не дала завоевать титул пара, которую они перед этим обыграли в Мельбурне — Хингис и Леандер Паес.
На Уимблдоне Мирза и Хингис дошли только до четвертьфинала, и в августе было объявлено, что они больше не будут выступать вместе. После расставания с Хингис Мирза выиграла два турнира подряд — в Цинциннати, где с ней выступала Барбора Стрыцова, и в Нью-Хейвене, где её партнёршей была Моника Никулеску. При этом в Цинциннати они со Стрыцовой обыграли в финале Хингис и Коко Вандевеге. Партнёрство со Стрыцовой затем принесло Мирзе выход в четвертьфинал Открытого чемпионата США и два финала в Токио и в Ухане. В Японии они победили при достаточно скромном составе соперниц (только у одной пары, с которой они встречались, суммарный рейтинг был меньше 100), а в Китае уступили посеянным пятыми Луции Шафаржовой и Бетани Маттек-Сандс. Мирза воссоединилась с Хингис для участия в итоговом турнире года; там они успешно преодолели первый круг, но в полуфинале проиграли олимпийским чемпионкам Макаровой и Весниной. Тем не менее Мирза второй год подряд закончила в ранге первой ракетки мира в парном разряде.

### 2017—2018
Начав 2017 год в ранге первой ракетки мира, Мирза выиграла первый же турнир нового сезона в Брисбене, где её напарницей была Маттек-Сандс. Через неделю с Барборой Стрыцовой она дошла до финала в Сиднее, но затем на Открытом чемпионате Австралии они оступились уже в третьем круге. Впрочем, эту неудачу индийская спортсменка компенсировала выходом в финал в смешанном парном разряде с Иваном Додигом; они были посеяны под вторым номером, но в финале уступили несеяной паре Абигейл Спирс-Хуан Себастьян Кабаль. В марте Мирза и Стрыцова стали финалистками турнира Premier Mandatory в Майами, обыграв в полуфинале прежнюю партнёршу Мирзы Мартину Хингис и Чжань Юнжань, представляющую Тайвань. После этого, однако, они расстались; до Открытого чемпионата Франции Мирза пробовала играть в паре с Ярославой Шведовой, но за четыре совместных турнира они выиграли только три матча, а перед травяным сезоном выяснилось, что казахстанская спортсменка не сможет доиграть сезон из-за проблем со здоровьем. Сменив затем несколько партнёрш, индийская теннисистка сформировала пару с Пэн Шуай, с которой до конца сезона четырежды доходила до полуфинала на крупных турнирах, включая Открытый чемпионат США. При этом в трёх последних турнирах их каждый раз станавливали именно Хингис и Чжань. После Открытого чемпионата Китая в начале октября Мирза сообщила, что завершает сезон из-за преследующих её в последний месяц болей в колене, которые, возможно, предшествуют операции. В итоге впервые с 2012 года она завершила сезон за пределами первой десятки в рейтинге. В апреле 2018 года стало известно, что Саня с мужем ждут ребёнка. Мальчик родился в конце октября, и за весь 2018 год Мирза ни разу не принимала участия в официальных теннисных турнирах.

### Завершение выступлений
В декабре 2019 года, через 13 месяцев после родов, было объявлено, что Мирза вернётся в профессиональный тур в начале 2020 года; её напарниками на корте должны были стать Надежда Киченок в женских парах и Раджив Рам в миксте. Индийская теннисистка действительно возобновила участие в соревнованиях в январе 2020 года, сразу же выиграв с Киченок турнир класса WTA International в Хобарте, но затем они проиграли уже в первом круге Открытого чемпионата Австралии и рано сошли с дистанции в следующих двух турнирах. Неудачи были связаны с травмой лодыжки, полученной Мирзой. На протяжении остатка сезона, сокращённого из-за пандемии COVID-19, она не выступала.
Начав 2021 год в конце третьей сотни рейтинга, в марте Мирза дошла до полуфинала премьер-турнира в Катаре, где с ней играла Андрея Клепач. На Уимблдоне, Открытом чемпионате США и Олимпиаде в Токио играла с разными партнёршами, но каждый раз выбывала из борьбы на ранних этапах. В то же время в августе с Кристиной Макхейл ей удалось пробиться в финал турнира базовой категории в Кливленде, а в сентябре — выиграть с Чжан Шуай премьер-турнир в Остраве (Чехия), где они были посеяны под вторым номером. По итогам сезона индийская теннисистка вернулась в сотню сильнейших в парном рейтинге WTA.
2022 год начала в паре с Надеждой Киченок, но после поражения в первом раунде Открытого чемпионата Австралии партнёршей Мирзы стала чешка Луция Градецкая. В апреле и мае индийско-чешская пара дважды доходила до финала турниров WTA, а в премьер-турнирах в Дохе и Риме пробилась в полуфинал. Ещё в одном полуфинале премьер-турнира, в Торонто, Мирза проиграла в паре с американкой Мэдисон Киз. Во второй половине лета индианка была близка к возвращению в топ-20 парного рейтинга, но именно в это время травма сухожилия правой руки заставила её отказаться от участия в Открытом чемпионате США. В итоге спортсменка, планировавшая завершить карьеру после сезона 2022, окончила его досрочно, но сохранила в финальном рейтинге 24-е место. Официально Мирза завершила игровую карьеру в возрасте 36 лет в феврале 2023 года, после чемпионата Дубая. Накануне этого события она в последний раз сыграла в финале турнира Большого шлема. Это произошло в миксте на Открытом чемпионате Австралии, где Мирза и Рохан Бопанна проиграли австралийской паре Луиза Стефани/Рафаэл Матос.

### Выступления за сборную
Имея не слишком большой выбор теннисисток в своём распоряжении тренерский штаб сборной Индии уже с 16 лет стал привлекать Саню для игр в команде Кубке Федерации. С тех она практически ежегодно участвовала в матчах этого турнира, помогая сборной балансировать на грани первой и второй групп зонального турнира. Лучший сезон за этот период пришёлся на 2006 год, когда при поддержке Шихи Уберой Мирза довела команду до второго места в первой группе. С 2014 года, параллельно с выступлениями за сборную в качестве игрока, Саня также числилась её капитаном.
Представительница Индии также активно принимает предложение национальной федерации представлять страну на различных национальных играх: на её счету несколько участий в теннисных турнирах Олимпиады, Азиатских игр и игр Содружества. На Олимпийских играх 2016 года Мирза и Рохан Бопанна дошли до полуфинала, проиграв там Винус Уильямс и Радживу Раму, а в матче за бронзу — Луции Градецкой и Радеку Штепанеку; во втором и третьем соревнованиях на её счету числятся несколько медалей, включая золото Азиады-2006 в миксте с Леандером Паесом.

## Итоговое место в рейтинге WTA по годам
| Год  | Одиночный рейтинг | Парный рейтинг |
| 2022 |                   | 24             |
| 2021 |                   | 62             |
| 2020 |                   | 237            |
| 2017 |                   | 12             |
| 2016 |                   | 1              |
| 2015 |                   | 1              |
| 2014 |                   | 6              |
| 2013 |                   | 9              |
| 2012 | 280               | 12             |
| 2011 | 88                | 11             |
| 2010 | 166               | 61             |
| 2009 | 58                | 37             |
| 2008 | 99                | 61             |
| 2007 | 32                | 18             |
| 2006 | 66                | 24             |
| 2005 | 31                | 111            |
| 2004 | 206               | 178            |
| 2003 | 399               | 346            |
| 2002 | 837               | 955            |
| 2001 | 987               |                |

## Выступления на турнирах

### Финалы турнировWTAв одиночном разряде (4)

#### Победы (1)
| Легенда: До 2009 года           | Легенда: С 2009 года                         |
| ------------------------------- | -------------------------------------------- |
| Турниры Большого шлема (0+3+3)* |                                              |
| Олимпиада (0)                   |                                              |
| Итоговый турнир WTA (0+2)       |                                              |
| 1-я категория (0)               | Premier Mandatory / WTA 1000 Mandatory (0+5) |
| 2-я категория (0+2)             | Premier 5 / WTA 1000 (0+4)                   |
| 3-я категория (0+3)             | Premier / WTA 500 (0+15)                     |
| 4-я категория (1+2)             | International / WTA 250 (0+7)                |
| 5-я категория (0)               | International / WTA 250 (0+7)                |

| Титулы по покрытиям | Титулы по месту проведения матчей турнира |
| ------------------- | ----------------------------------------- |
| Хард (1+35+2)*      | Зал (0+4)                                 |
| Грунт (0+7+1)       | Зал (0+4)                                 |
| Трава (0+1)         | Открытый воздух (1+39+3)                  |
| Ковёр (0)           | Открытый воздух (1+39+3)                  |

* количество побед в одиночном разряде + количество побед в парном разряде + количество побед в миксте.
| №  | Дата            | Турнир            | Покрытие | Соперница в финале | Счёт        |
| 1. | 12 февраля 2005 | Хайдарабад, Индия | Хард     | Алёна Бондаренко   | 6-4 5-7 6-3 |

#### Поражения (3)
| №  | Дата            | Турнир            | Покрытие | Соперница в финале | Счёт        |
| 1. | 28 августа 2005 | Форест-Хиллс, США | Хард     | Луция Шафаржова    | 6-3 5-7 4-6 |
| 2. | 29 июля 2007    | Станфорд, США     | Хард     | Анна Чакветадзе    | 3-6 2-6     |
| 3. | 15 февраля 2009 | Паттайя, Таиланд  | Хард     | Вера Звонарёва     | 5-7 1-6     |

### Финалы турнировITFв одиночном разряде (19)

#### Победы (14)
| Легенда:          |
| ----------------- |
| 100.000 USD (0)   |
| 75.000 USD (1)    |
| 50.000 USD (1)    |
| 25.000 USD (2+1)* |
| 10.000 USD (10+3) |

| Титулы по покрытиям | Титулы по месту проведения матчей турнира |
| ------------------- | ----------------------------------------- |
| Хард (13+4)*        | Зал (0)                                   |
| Грунт (1)           | Зал (0)                                   |
| Трава (0)           | Открытый воздух (14+4)                    |
| Ковёр (0)           | Открытый воздух (14+4)                    |

* количество побед в одиночном разряде + количество побед в парном разряде
| №   | Дата             | Турнир                   | Покрытие | Соперница в финале  | Счёт           |
| 1.  | 22 сентября 2002 | Хайдарабад, Индия        | Хард     | Акгуль Аманмурадова | 6-1 6-2        |
| 2.  | 10 ноября 2002   | Манила, Филиппины        | Хард     | Ван Итин            | 2-6 6-4 7-5    |
| 3.  | 17 ноября 2002   | Манила, Филиппины        | Хард     | Акгуль Аманмурадова | 6-0 4-6 6-3    |
| 4.  | 17 февраля 2003  | Бенин-Сити, Нигерия      | Хард     | Франциска Этцель    | 6-3 6-3        |
| 5.  | 24 февраля 2003  | Бенин-Сити, Нигерия      | Хард     | Анка Анастасиу      | 6-1 7-5        |
| 6.  | 5 октября 2003   | Джакарта, Индонезия      | Хард     | Рушми Чакраварти    | 6-1 7-5        |
| 7.  | 1 февраля 2004   | Бока-Ратон, США          | Хард     | Кори-Энн Эвантс     | 6-3 6-2        |
| 8.  | 30 мая 2004      | Кампобассо, Италия       | Грунт    | Магда Михалаке      | 6-3 6-4        |
| 9.  | 5 августа 2004   | Рексем, Великобритания   | Хард     | Ирина Булыкина      | 1-6 6-4 6-1    |
| 10. | 15 августа 2004  | Хэмпстед, Великобритания | Хард     | Джаслин Хьюитт      | 4-6 6-1 6-0    |
| 11. | 9 октября 2004   | Лагос, Нигерия           | Хард     | Тиффани Дабек       | 6-3 5-7 6-3    |
| 12. | 16 октября 2004  | Лагос, Нигерия           | Хард     | Шанель Схеперс      | 4-6 7-6(3) 7-5 |
| 13. | 26 июля 2009     | Лексингтон, США          | Хард     | Жюли Куэн           | 7-6(5) 6-4     |
| 14. | 18 декабря 2010  | Дубай, ОАЭ               | Хард     | Бояна Йовановски    | 4-6 6-3 6-0    |

#### Поражения (5)
| №  | Дата           | Турнир                 | Покрытие | Соперница в финале | Счёт        |
| 1. | 3 апреля 2004  | Рабат, Марокко         | Грунт    | Байя Мухтассине    | 2-6 5-7     |
| 2. | 28 апреля 2004 | Нью-Дели, Индия        | Хард     | Чжуан Цзяжун       | 5-7 4-6     |
| 3. | 5 декабря 2004 | Палм-Бич-Гарденс, США  | Грунт    | Сесиль Каратанчева | 6-3 2-6 5-7 |
| 4. | 9 августа 2009 | Ванкувер, Канада       | Хард     | Стефани Дюбуа      | 6-1 4-6 4-6 |
| 5. | 25 июля 2010   | Рексем, Великобритания | Хард     | Хезер Уотсон       | 2-6 4-6     |

### Финалы турниров Большого шлема в парном разряде (4)

#### Победы (3)
| №  | Год  | Турнир                       | Покрытие | Партнёрша      | Соперницы в финале                | Счёт           |
| 1. | 2015 | Уимблдонский турнир          | Трава    | Мартина Хингис | Елена Веснина Екатерина Макарова  | 5-7 7-6(4) 7-5 |
| 2. | 2015 | Открытый чемпионат США       | Хард     | Мартина Хингис | Кейси Деллакква Ярослава Шведова  | 6-3 6-3        |
| 3. | 2016 | Открытый чемпионат Австралии | Хард     | Мартина Хингис | Андреа Главачкова Луция Градецкая | 7-6(1) 6-3     |

#### Поражения (1)
| №  | Год  | Турнир                     | Покрытие | Партнёрша     | Соперницы в финале                | Счёт    |
| 1. | 2011 | Открытый чемпионат Франции | Грунт    | Елена Веснина | Андреа Главачкова Луция Градецкая | 4-6 3-6 |

### Финалы Итогового турнираWTAв парном разряде (2)

#### Победы (2)
| №  | Год  | Место        | Покрытие   | Партнёрша      | Соперницы в финале                     | Счёт    |
| 1. | 2014 | Сингапур     | Хард (зал) | Кара Блэк      | Пэн Шуай Се Шувэй                      | 6-1 6-0 |
| 2. | 2015 | Сингапур (2) | Хард (зал) | Мартина Хингис | Гарбинье Мугуруса Карла Суарес Наварро | 6-0 6-3 |

### Финалы турнировWTAв парном разряде (66)

#### Победы (43)
| №   | Дата             | Турнир                       | Покрытие   | Партнёрша           | Соперницы в финале                         | Счёт              |
| 1.  | 21 февраля 2004  | Хайдарабад, Индия            | Хард       | Лизель Хубер        | Ли Тин Сунь Тяньтянь                       | 7-6(1) 6-4        |
| 2.  | 19 февраля 2006  | Бангалор, Индия              | Хард       | Лизель Хубер        | Елена Веснина Анастасия Родионова          | 6-3 6-3           |
| 3.  | 24 сентября 2006 | Калькутта, Индия             | Хард (зал) | Лизель Хубер        | Юлия Бейгельзимер Юлиана Федак             | 6-4 6-0           |
| 4.  | 20 мая 2007      | Фес, Марокко                 | Грунт      | Ваня Кинг           | Анастасия Родионова Андрея Эхритт-Ванк     | 6-1 6-2           |
| 5.  | 22 июля 2007     | Цинциннати, США              | Хард       | Бетани Маттек       | Алина Жидкова Татьяна Пучек                | 7-6(4) 7-5        |
| 6.  | 29 июля 2007     | Станфорд, США                | Хард       | Шахар Пеер          | Виктория Азаренко Анна Чакветадзе          | 6-4 7-6(5)        |
| 7.  | 25 августа 2007  | Нью-Хейвен, США              | Хард       | Мара Сантанджело    | Кара Блэк Лизель Хубер                     | 6-1 6-2           |
| 8.  | 12 апреля 2009   | Понте-Ведра-Бич, США         | Грунт      | Чжуан Цзяжун        | Квета Пешке Лиза Реймонд                   | 6-3 4-6 [10-7]    |
| 9.  | 19 сентября 2010 | Гуанчжоу, Китай              | Хард       | Эдина Галловиц      | Лю Ваньтин Хань Синьюнь                    | 7-5 6-3           |
| 10. | 19 марта 2011    | Индиан-Уэлс, США             | Хард       | Елена Веснина       | Бетани Маттек-Сандс Меганн Шонесси         | 6-0 7-5           |
| 11. | 10 апреля 2011   | Чарлстон, США                | Грунт      | Елена Веснина       | Бетани Маттек-Сандс Меганн Шонесси         | 6-4 6-4           |
| 12. | 31 июля 2011     | Колледж-парк, США            | Хард       | Ярослава Шведова    | Ольга Говорцова Алла Кудрявцева            | 6-3 6-3           |
| 13. | 12 февраля 2012  | Паттайя, Таиланд             | Хард       | Анастасия Родионова | Чжань Хаоцин Чжань Юнжань                  | 3-6 6-1 [10-8]    |
| 14. | 26 мая 2012      | Брюссель, Бельгия            | Грунт      | Бетани Маттек-Сандс | Алиция Росольская Чжэн Цзе                 | 6-3 6-2           |
| 15. | 5 января 2013    | Брисбен, Австралия           | Хард       | Бетани Маттек-Сандс | Анна-Лена Грёнефельд Квета Пешке           | 4-6 6-4 [10-7]    |
| 16. | 23 февраля 2013  | Дубай, ОАЭ                   | Хард       | Бетани Маттек-Сандс | Надежда Петрова Катарина Среботник         | 6-4 2-6 [10-7]    |
| 17. | 24 августа 2013  | Нью-Хейвен, США (2)          | Хард       | Чжэн Цзе            | Анабель Медина Гарригес Катарина Среботник | 6-3 6-4           |
| 18. | 28 сентября 2013 | Токио, Япония                | Хард       | Кара Блэк           | Чжань Хаоцин Лизель Хубер                  | 4-6 6-0 [11-9]    |
| 19. | 5 октября 2013   | Пекин, Китай                 | Хард       | Кара Блэк           | Вера Душевина Аранча Парра Сантонха        | 6-2 6-2           |
| 20. | 3 мая 2014       | Оэйраш, Португалия           | Грунт      | Кара Блэк           | Ева Грдинова Валерия Соловьёва             | 6-4 6-3           |
| 21. | 21 сентября 2014 | Токио, Япония (2)            | Хард       | Кара Блэк           | Гарбинье Мугуруса Карла Суарес Наварро     | 6-2 7-5           |
| 22. | 26 октября 2014  | Финал тура WTA               | Хард (зал) | Кара Блэк           | Пэн Шуай Се Шувэй                          | 6-1 6-0           |
| 23. | 16 января 2015   | Сидней, Австралия            | Хард       | Бетани Маттек-Сандс | Ракель Копс-Джонс Абигейл Спирс            | 6-3 6-3           |
| 24. | 21 марта 2015    | Индиан-Уэлс, США (2)         | Хард       | Мартина Хингис      | Елена Веснина Екатерина Макарова           | 6-3 6-4           |
| 25. | 5 апреля 2015    | Майами, США                  | Хард       | Мартина Хингис      | Елена Веснина Екатерина Макарова           | 7-5 6-1           |
| 26. | 12 апреля 2015   | Чарлстон, США (2)            | Грунт      | Мартина Хингис      | Кейси Деллакква Дарья Юрак                 | 6-0 6-4           |
| 27. | 11 июля 2015     | Уимблдонский турнир          | Трава      | Мартина Хингис      | Елена Веснина Екатерина Макарова           | 5-7 7-6(4) 7-5    |
| 28. | 13 сентября 2015 | Открытый чемпионат США       | Хард       | Мартина Хингис      | Кейси Деллакква Ярослава Шведова           | 6-3 6-3           |
| 29. | 26 сентября 2015 | Гуанчжоу, Китай (2)          | Хард       | Мартина Хингис      | Сюй Шилинь Ю Сяоди                         | 6-3 6-1           |
| 30. | 3 октября 2015   | Ухань, Китай                 | Хард       | Мартина Хингис      | Ирина-Камелия Бегу Моника Никулеску        | 6-2 6-3           |
| 31. | 10 октября 2015  | Пекин, Китай (2)             | Хард       | Мартина Хингис      | Чжань Хаоцин Чжань Юнжань                  | 6-7(9) 6-1 [10-8] |
| 32. | 1 ноября 2015    | Финал тура WTA (2)           | Хард (зал) | Мартина Хингис      | Гарбинье Мугуруса Карла Суарес Наварро     | 6-0 6-3           |
| 33. | 9 января 2016    | Брисбен, Австралия (2)       | Хард       | Мартина Хингис      | Анжелика Кербер Андреа Петкович            | 7-5 6-1           |
| 34. | 15 января 2016   | Сидней, Австралия (2)        | Хард       | Мартина Хингис      | Каролин Гарсия Кристина Младенович         | 1-6 7-5 [10-5]    |
| 35. | 29 января 2016   | Открытый чемпионат Австралии | Хард       | Мартина Хингис      | Андреа Главачкова Луция Градецкая          | 7-6(1) 6-3        |
| 36. | 14 февраля 2016  | Санкт-Петербург, Россия      | Хард (зал) | Мартина Хингис      | Вера Душевина Барбора Крейчикова           | 6-3 6-1           |
| 37. | 15 мая 2016      | Рим, Италия                  | Грунт      | Мартина Хингис      | Елена Веснина Екатерина Макарова           | 6-1 6-7(5) [10-3] |
| 38. | 21 августа 2016  | Цинциннати, США (2)          | Хард       | Барбора Стрыцова    | Коко Вандевеге Мартина Хингис              | 7-5 6-4           |
| 39. | 27 августа 2016  | Нью-Хейвен, США (3)          | Хард       | Моника Никулеску    | Катерина Бондаренко Чжуан Цзяжун           | 7-5 6-4           |
| 40. | 24 сентября 2016 | Токио, Япония (3)            | Хард       | Барбора Стрыцова    | Лян Чэнь Ян Чжаосюань                      | 6-1 6-1           |
| 41. | 7 января 2017    | Брисбен, Австралия (3)       | Хард       | Бетани Маттек-Сандс | Елена Веснина Екатерина Макарова           | 6-2 6-3           |
| 42. | 18 января 2020   | Хобарт, Австралия            | Хард       | Надежда Киченок     | Пэн Шуай Чжан Шуай                         | 6-4 6-4           |
| 43. | 26 сентября 2021 | Острава, Чехия               | Хард (зал) | Чжан Шуай           | Кейтлин Кристиан Эрин Рутлифф              | 6-3 6-2           |

#### Поражения (23)
| №   | Дата            | Турнир                     | Покрытие    | Партнёрша              | Соперницы в финале                     | Счёт           |
| 1.  | 9 апреля 2006   | Амелия-Айленд, США         | Грунт       | Лизель Хубер           | Синобу Асагоэ Катарина Среботник       | 2-6 4-6        |
| 2.  | 27 мая 2006     | Стамбул, Турция            | Грунт       | Алисия Молик           | Алёна Бондаренко Анастасия Екимова     | 2-6 4-6        |
| 3.  | 23 июля 2006    | Цинциннати, США            | Хард        | Марта Домаховска       | Хисела Дулко Мария Елена Камерин       | 4-6 6-3 2-6    |
| 4.  | 26 мая 2007     | Стамбул, Турция (2)        | Грунт       | Чжань Юнжань           | Агнешка Радваньская Урсула Радваньская | 1-6 3-6        |
| 5.  | 3 июня 2011     | Открытый чемпионат Франции | Грунт       | Елена Веснина          | Андреа Главачкова Луция Градецкая      | 4-6 3-6        |
| 6.  | 25 февраля 2012 | Дубай, ОАЭ                 | Хард        | Елена Веснина          | Лиза Реймонд Лизель Хубер              | 2-6 1-6        |
| 7.  | 17 марта 2012   | Индиан-Уэлс, США           | Хард        | Елена Веснина          | Лиза Реймонд Лизель Хубер              | 2-6 3-6        |
| 8.  | 6 октября 2012  | Пекин, Китай               | Хард        | Нурия Льягостера Вивес | Елена Веснина Екатерина Макарова       | 5-7 5-7        |
| 9.  | 28 апреля 2013  | Штутгарт, Германия         | Грунт (зал) | Бетани Маттек-Сандс    | Мона Бартель Сабина Лисицки            | 4-6 5-7        |
| 10. | 15 марта 2014   | Индиан-Уэлс, США (2)       | Хард        | Кара Блэк              | Пэн Шуай Се Шувэй                      | 6-7(5) 2-6     |
| 11. | 27 апреля 2014  | Штутгарт, Германия (2)     | Грунт (зал) | Кара Блэк              | Роберта Винчи Сара Эррани              | 2-6 3-6        |
| 12. | 10 августа 2014 | Монреаль, Канада           | Хард        | Кара Блэк              | Роберта Винчи Сара Эррани              | 6-7(4) 3-6     |
| 13. | 5 октября 2014  | Пекин, Китай (2)           | Хард        | Кара Блэк              | Андреа Главачкова Пэн Шуай             | 4-6 4-6        |
| 14. | 28 февраля 2015 | Доха, Катар                | Хард        | Се Шувэй               | Ракель Копс-Джонс Абигейл Спирс        | 4-6 4-6        |
| 15. | 17 мая 2015     | Рим, Италия                | Грунт       | Мартина Хингис         | Тимея Бабош Кристина Младенович        | 4-6 3-6        |
| 16. | 24 апреля 2016  | Штутгарт, Германия (3)     | Грунт (зал) | Мартина Хингис         | Каролин Гарсия Кристина Младенович     | 6-2 1-6 [6-10] |
| 17. | 7 мая 2016      | Мадрид, Испания            | Грунт       | Мартина Хингис         | Каролин Гарсия Кристина Младенович     | 4-6 4-6        |
| 18. | 1 октября 2016  | Ухань, Китай               | Хард        | Барбора Стрыцова       | Бетани Маттек-Сандс Луция Шафаржова    | 1-6 4-6        |
| 19. | 13 января 2017  | Сидней, Австралия          | Хард        | Барбора Стрыцова       | Тимея Бабош Анастасия Павлюченкова     | 4-6 4-6        |
| 20. | 2 апреля 2017   | Майами, США                | Хард        | Барбора Стрыцова       | Габриэла Дабровски Сюй Ифань           | 4-6 3-6        |
| 21. | 28 августа 2021 | Кливленд, США              | Хард        | Кристина Макхейл       | Сюко Аояма Эна Сибахара                | 5-7 3-6        |
| 22. | 10 апреля 2022  | Чарлстон, США              | Грунт       | Луция Градецкая        | Андрея Клепач Магда Линетт             | 2-6 6-4 [7-10] |
| 23. | 21 мая 2022     | Страсбург, Франция         | Грунт       | Луция Градецкая        | Николь Мелихар-Мартинес Дарья Сэвилл   | 7-5 5-7 [6-10] |

### Финалы турнировITFв парном разряде (13)

#### Победы (4)
| №  | Дата            | Турнир                   | Покрытие | Партнёрша        | Соперницы в финале                  | Счёт    |
| 1. | 17 ноября 2002  | Манила, Филиппины        | Хард     | Радхика Тулпуле  | Дун Яньхуа Чжан Яо                  | 6-4 6-3 |
| 2. | 2 марта 2003    | Бенин-Сити, Нигерия      | Хард     | Ребекка Дандения | Кристина Обермозер Франциска Этцель | 6-3 6-0 |
| 3. | 15 августа 2004 | Хемпстед, Великобритания | Хард     | Рушми Чакраварти | Николь Ренкен Анна Хокинс           | 6-3 6-2 |
| 4. | 9 октября 2004  | Лагос, Нигерия           | Хард     | Шелли Стефенс    | Сурина де Бер Шанель Схеперс        | 6-1 6-4 |

#### Поражения (9)
| №  | Дата            | Турнир                 | Покрытие    | Партнёрша           | Соперницы в финале                        | Счёт            |
| 1. | 29 апреля 2001  | Пуна, Индия            | Хард        | Сонал Пхадке        | Сай-Джайялакшми Джайарам Рушми Чакраварти | 2-6 0-6         |
| 2. | 8 декабря 2002  | Пуна, Индия            | Хард        | Радхика Тулпуле     | Акгуль Аманмурадова Катерина Бондаренко   | 3-6 6-7(1)      |
| 3. | 1 февраля 2004  | Бока-Ратон, США        | Хард        | Наталья Демиденко   | Эллисон Бредшоу Джулия Дитти              | 3-6 1-6         |
| 4. | 8 августа 2004  | Рексем, Великобритания | Хард        | Рушми Чакраварти    | Пола Марама Эден Марама                   | 6-7(4) 5-7      |
| 5. | 28 августа 2004 | Нью-Дели, Индия        | Хард        | Акгуль Аманмурадова | Се Шувэй Чжуан Цзяжун                     | 6-7(8) 4-6      |
| 6. | 16 октября 2004 | Лагос, Нигерия         | Хард        | Шелли Стефенс       | Сурина де Бер Шанель Схеперс              | 0-6 0-6         |
| 7. | 24 июля 2010    | Рексем, Великобритания | Хард        | Эмма Лайне          | Тара Мур Франческа Стефенсон              | 6-2 3-6 [11-13] |
| 8. | 7 ноября 2010   | Тайбэй, Тайвань        | Ковёр (зал) | Се Шувэй            | Чжан Кайчжэнь Чжуан Цзяжун                | 4-6 2-6         |
| 9. | 17 декабря 2010 | Дубай, ОАЭ             | Хард        | Владимира Углиржова | Юлия Гёргес Петра Мартич                  | 4-6 6-7(7)      |

### Финалы турниров Большого шлема в миксте (8)

#### Победы (3)
| №  | Год  | Турнир                       | Покрытие | Партнёр       | Соперницы в финале                    | Счёт           |
| 1. | 2009 | Открытый чемпионат Австралии | Хард     | Махеш Бхупати | Натали Деши Энди Рам                  | 6-3 6-1        |
| 2. | 2012 | Открытый чемпионат Франции   | Грунт    | Махеш Бхупати | Клаудиа Янс-Игначик Сантьяго Гонсалес | 7-6(3) 6-1     |
| 3. | 2014 | Открытый чемпионат США       | Хард     | Бруно Соарес  | Абигейл Спирс Сантьяго Гонсалес       | 6-1 2-6 [11-9] |

#### Поражения (5)
| №  | Год  | Турнир                           | Покрытие | Партнёр       | Соперницы в финале                  | Счёт           |
| 1. | 2008 | Открытый чемпионат Австралии     | Хард     | Махеш Бхупати | Сунь Тяньтянь Ненад Зимонич         | 6-7(4) 4-6     |
| 2. | 2014 | Открытый чемпионат Австралии (2) | Хард     | Хория Текэу   | Кристина Младенович Даниэль Нестор  | 3-6 2-6        |
| 3. | 2016 | Открытый чемпионат Франции       | Грунт    | Иван Додиг    | Мартина Хингис Леандер Паес         | 6-4 4-6 [8-10] |
| 4. | 2017 | Открытый чемпионат Австралии (3) | Хард     | Иван Додиг    | Абигейл Спирс Хуан Себастьян Кабаль | 2-6 4-6        |
| 5. | 2023 | Открытый чемпионат Австралии (4) | Хард     | Рохан Бопанна | Луиза Стефани Рафаэл Матос          | 6-7(2) 2-6     |

## История выступлений на турнирах
| Турнир                       | 2005          | 2006          | 2007          | 2008  | 2009          | 2010          | 2011          | 2012  | Итог   | В/П за карьеру |
| ---------------------------- | ------------- | ------------- | ------------- | ----- | ------------- | ------------- | ------------- | ----- | ------ | -------------- |
| Турниры Большого шлема       |               |               |               |       |               |               |               |       |        |                |
| Открытый чемпионат Австралии | 3Р            | 2Р            | 2Р            | 3Р    | 2Р            | 1Р            | 1Р            | 1Р    | 0 / 8  | 10-8           |
| Открытый чемпионат Франции   | 1Р            | 1Р            | 2Р            | -     | 1Р            | -             | 2Р            | -     | 0 / 5  | 2-5            |
| Уимблдонский турнир          | 2Р            | 1Р            | 2Р            | 2Р    | 2Р            | 1Р            | 1Р            | -     | 0 / 7  | 4-7            |
| Открытый чемпионат США       | 4Р            | 2Р            | 3Р            | -     | 2Р            | 2Р            | 1Р            | -     | 0 / 6  | 11-6           |
| Итог                         | 0 / 4         | 0 / 4         | 0 / 4         | 0 / 2 | 0 / 4         | 0 / 3         | 0 / 4         | 0 / 1 | 0 / 26 |                |
| В/П в сезоне                 | 6-4           | 2-4           | 5-4           | 3-2   | 3-4           | 4-3           | 4-4           | 0-1   |        | 27-26          |
| Олимпийские игры             |               |               |               |       |               |               |               |       |        |                |
| Летняя олимпиада             | Не проводился | Не проводился | Не проводился | 1Р    | Не проводился | Не проводился | Не проводился | -     | 0 / 1  | 0-1            |

| Турнир                       | 2004  | 2005          | 2006          | 2007          | 2008  | 2009          | 2010          | 2011          | 2012  | 2013          | 2014          | 2015          | 2016  | 2017          | 2020          | 2021  | 2022          | 2023          | Итог   | В/П за карьеру |
| ---------------------------- | ----- | ------------- | ------------- | ------------- | ----- | ------------- | ------------- | ------------- | ----- | ------------- | ------------- | ------------- | ----- | ------------- | ------------- | ----- | ------------- | ------------- | ------ | -------------- |
| Турниры Большого шлема       |       |               |               |               |       |               |               |               |       |               |               |               |       |               |               |       |               |               |        |                |
| Открытый чемпионат Австралии | -     | -             | 1Р            | 3Р            | 3Р    | 1Р            | 3Р            | 1Р            | 1/2   | 1Р            | 1/4           | 2Р            | П     | 3Р            | 1Р            | -     | 1Р            | 2Р            | 1 / 15 | 23-14          |
| Открытый чемпионат Франции   | -     | 2Р            | 3Р            | 1Р            | -     | 2Р            | -             | Ф             | 1Р    | 3Р            | 1/4           | 1/4           | 3Р    | 1Р            | -             | -     | 3Р            | -             | 0 / 12 | 21-12          |
| Уимблдонский турнир          | К     | 1Р            | 2Р            | 3Р            | 1/4   | 2Р            | 2Р            | 1/2           | 3Р    | 3Р            | 2Р            | П             | 1/4   | 3Р            | НП            | 2Р    | 1Р            | -             | 1 / 15 | 29-14          |
| Открытый чемпионат США       | -     | 1Р            | 3Р            | 1/4           | -     | 2Р            | 1Р            | 3Р            | 3Р    | 1/2           | 1/2           | П             | 1/4   | 1/2           | -             | 1Р    | -             | -             | 1 / 13 | 31-12          |
| Итог                         | 0 / 0 | 0 / 3         | 0 / 4         | 0 / 4         | 0 / 2 | 0 / 4         | 0 / 3         | 0 / 4         | 0 / 4 | 0 / 4         | 0 / 4         | 2 / 4         | 1 / 4 | 0 / 4         | 0 / 1         | 0 / 2 | 0 / 3         | 0 / 1         | 3 / 55 |                |
| В/П в сезоне                 | 0-0   | 1-3           | 5-4           | 7-4           | 5-2   | 3-4           | 3-3           | 11-4          | 8-4   | 8-4           | 11-4          | 16-2          | 14-3  | 8-4           | 0-1           | 1-2   | 2-3           | 1-1           |        | 104-52         |
| Олимпийские игры             |       |               |               |               |       |               |               |               |       |               |               |               |       |               |               |       |               |               |        |                |
| Летняя олимпиада             | -     | Не проводился | Не проводился | Не проводился | 2Р    | Не проводился | Не проводился | Не проводился | 1Р    | Не проводился | Не проводился | Не проводился | 1Р    | Не проводился | Не проводился | 1Р    | Не проводился | Не проводился | 0 / 4  | 0-4            |
| Итоговые турниры             |       |               |               |               |       |               |               |               |       |               |               |               |       |               |               |       |               |               |        |                |
| Итоговый турнир WTA          | -     | -             | -             | -             | -     | -             | -             | -             | -     | -             | П             | П             | 1/2   | -             | НП            | -     | -             | -             | 2 / 3  | 9-1            |

К — проигрыш в квалификации.
| Турнир                       | 2005          | 2006          | 2007          | 2008  | 2009          | 2011          | 2012  | 2013          | 2014          | 2015          | 2016  | 2017  | 2021  | 2022          | 2023          | Итог   | В/П за карьеру |
| ---------------------------- | ------------- | ------------- | ------------- | ----- | ------------- | ------------- | ----- | ------------- | ------------- | ------------- | ----- | ----- | ----- | ------------- | ------------- | ------ | -------------- |
| Турниры Большого шлема       |               |               |               |       |               |               |       |               |               |               |       |       |       |               |               |        |                |
| Открытый чемпионат Австралии | -             | 1P            | 1P            | Ф     | П             | -             | 1/2   | 1/4           | Ф             | 1/2           | 1/2   | Ф     | -     | 1/4           |               | 1 / 11 | 29-10          |
| Открытый чемпионат Франции   | -             | 1Р            | 2Р            | -     | 1Р            | 1Р            | П     | 1Р            | 2Р            | 1Р            | Ф     | 1/4   | -     | 2Р            | -             | 1 / 11 | 14-10          |
| Уимблдонский турнир          | 2Р            | 3Р            | 2Р            | 2Р    | 3Р            | 1/4           | 2Р    | 1/4           | 3Р            | 1/4           | 2Р    | 3Р    | 3Р    | 1/2           | -             | 0 / 14 | 17-14          |
| Открытый чемпионат США       | -             | 1Р            | 1/4           | -     | 2Р            | 1Р            | 1/4   | 1Р            | П             | 1Р            | 2Р    | 1Р    | 1Р    | -             | -             | 1 / 11 | 11-10          |
| Итог                         | 0 / 1         | 0 / 4         | 0 / 4         | 0 / 2 | 1 / 4         | 0 / 3         | 1 / 4 | 0 / 4         | 1 / 4         | 0 / 4         | 0 / 4 | 0 / 4 | 0 / 2 | 0 / 3         | 0 / 0         | 3 / 47 |                |
| В/П в сезоне                 | 1-1           | 2-4           | 4-4           | 3-2   | 7-3           | 2-3           | 10-3  | 4-4           | 11-3          | 5-4           | 8-4   | 7-4   | 2-2   | 5-3           | 0-0           |        | 71-44          |
| Олимпийские игры             |               |               |               |       |               |               |       |               |               |               |       |       |       |               |               |        |                |
| Летняя олимпиада             | Не проводился | Не проводился | Не проводился | -     | Не проводился | Не проводился | 1/4   | Не проводился | Не проводился | Не проводился | 1/2   | НП    | -     | Не проводился | Не проводился | 0 / 2  | 3-3            |